# Mekorama
Mekorama (с англ. — «Мекорама») — инди-игра, головоломка, доступная для мобильных устройств с операционными системами iOS и Android. Её разработкой занимался независимый шведский программист и дизайнер Мартин Магни. Суть игры заключается в том, чтобы управлять безымянным роботом и проходить через лабиринты.
Игра получила положительные оценки со стороны игровых критиков. Они похвалили Mekorama за большое разнообразие представленных лабиринтов и головоломок, а также наличие редактора уровней. Визуальный дизайн получил разные оценки, от восторженных до сдержанных.

## Игровой процесс

Демонстрация прохождения уровня

Mekorama — это трёхмерная головоломка, имитирующая изометрическую графику. Игрок управляет безымянным роботом, который должен перемещаться по лабиринту и добраться до финала, помеченного красной точкой. Сам лабиринт состоит из кубиков, а также может частично находится под водой.
Робот должен перемещаться по лабиринту и находить тайные проходы, для поиска которых игрок должен вращать камеру на 90 градусов. Для поиска нужного прохода, игрок должен перемещать двигающиеся платформы, или же активировать вращающиеся механизмы. Некоторые уровни работают, как перестановочные головоломки, другие же требуют меткости, когда необходимо с помощью платформы закинуть мяч в нужном направлении. В отличие от многих игр аналогичного жанра, Mekorama не нарушает законы физики и не образует оптические иллюзии с пространственными изменениями. Сам же робот также подчиняется законам физики и если начать вращать платформу, на которой стоит робот, он упадёт и даже вовсе может слететь за пределы локации. В этом случае игрок проигрывает и должен перезапустить уровень.
В игре также имеются неуправляемые игроком роботы, которые мешают проходу, другие же роботы представляют опасность и бьют током управляемого робота, «убивая» его, от них необходимо держаться на расстоянии в две клетки. Третий вид роботов, представляет собой ходящие платформы, игрок должен ограждать им путь, чтобы заставить пойти в нужном направлении.
Всего в игре представлены 80 уровней. Игрок также в специальном редакторе может создать собственный уровень. Также в игре есть «мастер уровни», которые были созданы игроками.

## Создание
Разработкой игры занимался шведский программист и дизайнер Мартин Магни, который в течение 25 лет работал с веб-дизайном, а затем решил попробовать себя с разработке инди-игр. Ещё до Mekorama, Магни выпустил такие игры, как Odd Bot Out и Blocksworld. Согласно изначальной концепции, Mekorama должна была представлять собой гибрид Minecraft с GTA и включать в себя процедурно сгенерированные локации, состоящие из блоков. Однако амбиции разработчика оказались слишком велики и из изначальной задумки в итоге остались лишь «крошечные диорамы». Затем Магни опробовал игру Monument Valley, которая помогла ему понять, как маленькие игры могут грамотно вписываться в игру-головоломку. Также создатель решил перенести в Mekorama роботов из своей предыдущей игры Odd Bot Out.
Выход игры состоялся 15 мая 2016 года на мобильных платформах iOS и Android. Игра Mekorama была загружена более 25 миллионов раз, однако доходы были низкими. Сама игра является абсолютно бесплатной и не ограничивает игрока какими-либо способами, тем не менее она предлагает внести денежные «пожертвования» разработчику. На практике данный способ монетизации оказался идеальным с точки зрения потребителя, но нежизнеспособным для разработчика. В конце 2017 года было объявлено о предстоящем выпуске версии игры для Nintendo Switch и 3DS. Отдельно для Android была выпущена платная версия Mekorama VR, адаптированная для игры с виртуальными очками.
Mekorama получила премию International Mobile Gaming Awards в категории «почётное упоминание жюри».

## Критика
| Сводный рейтинг    | Сводный рейтинг |
| Агрегатор          | Оценка          |
| ------------------ | --------------- |
| Metacritic         | 90/100 (iOS)    |
| Иноязычные издания |                 |
| Издание            | Оценка          |
| Apple'N'Apps       | 9/10            |
| TouchArcade        | [ 10 ]          |
| Multiplayer.it     | 8,0             |
| 3DJuegos           | 7,0             |
| Pocket Gamer UK    | [ 12 ]          |

Игра получила смешанные оценки от игровых критиков, при этом оценки варьируются от восторженных до сдержанных со средней итоговой оценкой 81 баллов из 100 возможных по версии сайта-агрегаторе Metacritic. Редакция IGN назвала Mekorama одной из 5 лучших головоломок на смартфон.
Часть критиков оставили восторженные оценки о Mekorama. Например редакция сайта Apple’N’Apps назвала игру замысловатым произведением, обязательным для платформы iOS. Крис Картер с сайта Toucharcade заметил, что Mekorama, как изометрическая головоломка, способная дарить игроку чувство удивления и абсолютного контроля, может считаться достойным соперником для игры Monument Valley. Хотя игра не так привлекательная, что касается художественного стиля, она компенсирует этот недостаток проработанным редактором уровней, а также простым управлением. Отдельно Картер оценил необычный способ монетизации. Сама игра является бесплатной, однако игрок может поблагодарить создателя в виде «чаевых».
Джорджио Мелани с сайта Multiplayer заметил, что хотя с одной стороны Mekorama обязана своим существованием Monument Valley, но с другой стороны «она является ярким образцом того, как инди-игра может но новому открыть игровой жанр трёхмерного пространства, который обычно воспринимается как само собой разумеющееся, простое точное воспроизведение реального мира, но способное стать само по себе фундаментальным элементом игрового процесса, если смотреть на него с определенной точки зрения». Как и знаменитая игра от Ustwo, Mekorama по мнению критика подкупает своей атмосферой лёгкости и мечтательности, предлагая уровни, состоящие из геометрических тел и вращающихся механизмов, которые украшает «маленький и виртуозно анимированный» робот. Несмотря на прочную связь с геометрией, в отличие типичных представителей данного жанра, Monument Valley, Fez или Echochrome, Mekorama не прибегает к оптическим иллюзиям или пространственным изменениям, возникающим в разных ракурсах, для создания новых проходов и решений, поэтому головоломки в игре являются более элементарными и логичными. Хотя это не означает, что игровая механика от этого упрощена, вместо этого Mekorama делает акцент на изучении окружающего пространства с разных углов и поиске скрытых проходов и механизмов в сложном геометрическом уровне. Помимо прочего игру усложняет факт того, что робот может упасть за пределы участка и игроку придётся начинать игру заново. Также критик назвал представленный способ монетизации самым честным, что он когда либо видел.
Более сдержанный отзыв оставил критик сайта 3DJuegos, он заметил, что игрокам, знакомым с игрой Monument Valley несомненно придётся по душе Mekorama, критик заметил, что сама игра не отличается оригинальностью, так как предлагает уже довольно избитый жанр исследования геометрических перспектив. А в сравнении с MA, Mekorama не достигает такого игрового и эстетического совершенства, сами же некоторые уровни, представленные в игре довольно слабы с точки зрения их разработки и дизайна. Тем не менее критик заметил, что Mekorama в целом получилась привлекательной головоломкой, предлагающей неторопливый и расслабляющий игровой опыт. Отрицательный отзыв об игре оставил Гарри Слейтер с сайта Pocker Gamer, который заметил, что игра страдает от плохого управления, в частности вращение локаций и механизмом неуклюже, а игрок «вынужден постоянно наблюдать за тем, как его робот вылетает и начинает бродить по белому пространству». Слейтер считает, что Mekorama лишена изобретательности, игрок вряд ли захочет возвращаться снова и снова к игре, в отличие от MA. Единственное преимущество Mekorama заключается в том, что она сама по себе «более энергична, рискованна», предоставляет больше разнообразных локаций, однако во всём остальном, как и в проработанности игрового процесса, так и атмосферности проигрывает Monument Valley.